# Tyler Vesel
Tyler Vesel, född 14 april 1994, är en amerikansk professionell ishockeyspelare som spelar för Brynäs IF i SHL.
Vesel draftades av Edmonton Oilers i sjätte rundan i 2014 års draft som 153:e spelare totalt.

## Klubbar
- Omaha Lancers (2013–2014)
- University of Nebraska-Omaha (2014–2018)
- Bakersfield Condors (2018–2019)
- IF Björklöven (2019–2021)
- HV71 (2021–2023)
- Brynäs IF (2023–)